# Arao
Arao (荒尾市?, Arao-shi) è una città giapponese della prefettura di Kumamoto.